# 20484 Janetsong
20484 Janetsong è un asteroide della fascia principale. Scoperto nel 1999, presenta un'orbita caratterizzata da un semiasse maggiore pari a 2,5255335 UA e da un'eccentricità di 0,0927555, inclinata di 7,11943° rispetto all'eclittica.